# 我聽說你漆房子
《我聽說你漆房子：法蘭克·「愛爾蘭人」·希蘭與吉米·霍法的結案》（英語：I Heard You Paint Houses: Frank "The Irishman" Sheeran and Closing the Case on Jimmy Hoffa），又譯《聽說你刷房子了》，是一本由前兇殺案檢察官、調查員、辯護律師查爾斯·布朗特所寫的2004年回憶錄。該書記錄了法蘭克·希蘭的生平，希蘭是一名被指控的黑手黨殺手，他承認他曾為布法利諾犯罪家族工作的罪行。
書名標題是根據希蘭的說法，他與霍法的第一次對話是通過電話進行的，霍法首先說：「我聽說你漆房子」——這是黑幫暗號的意思：我聽說你殺了人，「漆」是指當你向身體發射子彈時所噴濺的鮮血。
希蘭對殺死吉米·霍法和喬·加洛的所謂供認，已經被比爾·托內利（Bill Tonelli）刊登在《Slate》上所寫的文章〈The Lies of the Irishman〉，以及哈佛法學院教授傑克·戈德史密斯刊登在《紐約書評》上所寫的〈Jimmy Hoffa and 'The Irishman': A True Crime Story?〉所質疑。該書的出版商對比爾·托內利的那篇文章作出詳盡的答復，也刊登在《Slate》上。

## 改編作品
該書被改編成2019年電影《愛爾蘭人》，由馬田·史高西斯執導，羅拔·迪尼路飾演法蘭克·希蘭。

## 外部連結
- Brandt, Charles. . 2004. ISBN 978-1586422387.
- .   [2019-09-25]. （原始内容存档于2021-01-16）.
- .   [2019-09-25]. （原始内容存档于2021-03-09）.